# Nicușor Dan
Nicușor Daniel Dan (Fogaras, 1969. december 20. –) román matematikus, civil aktivista és politikus, a Mentsétek meg Romániát Szövetség (USR) párt alapítója és volt elnöke, 2020 és 2025 között Bukarest főpolgármestere, 2025-től pedig Románia elnöke.
A 2012-es és 2016-os önkormányzati választáson még sikertelenül indult a bukaresti főpolgármesteri címért. 2016-tól Bukarest városának általános tanácsosa, valamint Bukarest képviselője volt 2016 és 2020 között. A 2020-as önkormányzati választáson Bukarest főpolgármesterévé választották 42,8%-os szavazati aránnyal, míg a 2024-es önkormányzati választáson ismét megválasztották 46,9%-kal.
Miután matematikából doktorált Franciaországban, Nicușor Dan visszatért Romániába, ahol megalapította a Bukaresti Normál Iskolát, egy tudományos intézményt, amelynek célja a legjobb román diákok kutatás felé irányítása volt. A Bukarest városfejlesztésében a törvények tiszteletben tartásáért küzdő Mentsétek meg Bukarestet egyesület alapítójaként ismert Nicușor Dan választási kampányát arra az elképzelésre építette, hogy olyan Bukarestet hozzon létre, amelyben „szeretnénk élni”.
Nicușor Dan 2015 júniusában elindította az Mentsétek meg Bukarestet (USB) politikai platformot, amellyel a 2016-os helyhatósági választás megnyerését tűzte ki célul a főpolgármesteri és a bukaresti önkormányzati tanácsi posztért. A 2016-os főpolgármesteri választáson a szavazatok 30,5%-ával második lett, és Bukarest főtanácsosává választották.
2024 decemberében hivatalosan is bejelentette, hogy független jelöltként elindul a 2025-ös romániai elnökválasztáson.
Az első fordulóban 20,99%-os eredményt ért el, mellyel a 2. helyen végzett, bejutva ezzel az elnökválasztás május 18-án megrendezésre került, sorsdöntő második fordulójába, amelyen ellenfele a magyarellenes, soviniszta George Simion volt. A második fordulóban Nicușor Dan sikeresen fordított, a szavazatok 53,60%-ával megnyerte az elnökválasztást.

## Élete
Erdélyben, a Brassó megyei Fogarason született és ott is nőtt fel. Apja a kémiai kombinát munkása, anyja pedig könyvelő volt. 1988-ban érettségizett a szülővárosában található Radu Negru Elméleti Líceumban (mai neve Radu Negru Főgimnázium), matematika-fizika tagozaton. Középiskolásként, 1987-ben és 1988-ban aranyérmet nyert a Nemzetközi Matematikai Diákolimpián, maximális pontszámmal. 18 éves korában Bukarestbe költözött, hogy matematikát tanuljon a Bukaresti Egyetemen.
1992-ben Nicușor Dan francia állami ösztöndíjjal Franciaországba utazott, hogy folytassa tanulmányait: az École normale supérieure-en, az egyik legrangosabb francia grandes écoles-on tanult, majd mesterképzésen vett részt a Párizsi XI. Egyetemen, és matematikai doktori disszertációját védte a Párizsi XIII. Egyetemen. 1998-ban visszatért Bukarestbe, amit azzal indokolt, hogy nem tud alkalmazkodni a francia kultúrához, és segíteni kíván Románia megváltoztatásában.
Nicușor Dan a Bukaresti Normál Iskola egyik alapítója és első adminisztratív igazgatója volt, amely egyetemet a Román Akadémia Matematikai Intézetén belül az École Normale Supérieure mintájára hoztak létre. Matematikaprofesszor és kutató volt a Román Akadémián belüli intézetben.

### Civil aktivizmus
1998-ban Dan megalapította a Fiatalok a Polgári Akcióért Egyesületet, amely a változást akaró fiatalokat szerette volna összehozni Romániában. Bár az egyesület nem érte el célját, sikerült két, külföldön tanuló fiataloknak szentelt fórumot megszerveznie 2000-ben és 2002-ben, amelyeken több százan vettek részt. Ezen fórumok eredményeként jött létre 2000-ben a román kutatók Ad Astra egyesülete.

### Mentsétek meg Bukarestet Egyesület
Dan 2006-ban megalapította a Mentsétek meg Bukarestet Egyesületet, reakcióként az ingatlanspekulánsok általi műemléki épületek barbár és a város látképére nézve felbecsülhetetlen károkat okozó lebontására, a védett városrészekben épült toronyházakra és a bukaresti zöldterületek csökkenésére.
Az egyesület számos perben vett részt az örökség védelmében, amelyek közül 23-at meg is nyert a bukaresti helyi hatóságokkal szemben. A sikeres kezdeményezései közé tartozik egy „Aqua Park” megépítésének leállítása a Tineretului Park 7 hektáros területén, több műemlék épület megmentése a Kiseleff úton a bontástól, a Matache tér bontásáról szóló döntés ideiglenes felfüggesztése, valamint egy irodaépület építésének törlésére vonatkozó projekt, amelyet a Știrbei Palota területén terveztek a Calea Victoriei-en. Az Egyesületnek 2009-ben sikerült néhány változást elérnie az építkezési törvényben is. Mindazonáltal voltak olyan esetek, amikor Nicușor Dan és a Mentsétek meg Bukarestet Egyesület nem tudott megmenteni egy-egy épületet, mint például a Marna Szállót, amely egy a két világháború között épült art déco stílusú épület, és amelyet 2011-ben bontottak le. Egy másik kudarcnak számít a Matache Csarnok, amelyet éjszaka, 2013. március 25-én bontottak le.
2011-ben Bukarest akkori főpolgármestere, Sorin Oprescu azzal az átlátszó fedőideológiával támadta a „nem kormányzati szervezeteket” (a Mentsétek meg Bukarestet Egyesületet), hogy „a város fejlődését blokkolja”. „A város fejlődése” Sorin Oprescu szóhasználatában nem más, mint a műemlékrombolás eufemisztikus körülírása. Az eufemizmus egy olyan manipulatív nyelvi eszköz, amely során valaki egy kellemetlen, durva, negatív vagy tabunak számító dolgot szelídebb, enyhébb, szépítő kifejezéssel helyettesít; amikor az illető negatív vagy elutasított dolgokat szándékosan szépítő, semleges vagy pozitív szavakkal ír le. Az eufemizmus célja, hogy látszólag tompítsa a negatív hatást, elfedje a valóságot és meggyőzőbbé tegye az üzenetet – manipulálva ezzel a hallgatóságot. Bukarest akkori főépítésze, Gheorghe Pătrașcu, akit a nem kormányzati szervezetek bírálnak az engedélyezett bontások miatt, elismerte, hogy „hibák történtek”, de tagadja Nicușor Dan hozzáértését ezen a területen, bár aktivizmusát a bátorság példájának tartja.
2008 márciusában a szövetség közzétett egy jelentést Bukarest, egy városi katasztrófa címmel, amely Bukarest problémáit és azok megoldásának módszereit tárgyalta. Ugyanebben az évben, a helyhatósági választás során a szövetség más nem kormányzati szervezetekkel együtt közzétette a Bukarestért Paktumot, amelyet a főpolgármesteri posztra pályázó összes jelölt aláírt. Bukarest akkori megválasztott főpolgármestere, Sorin Oprescu azonban megszegte ígéretét, és 2012. április 1-jén Dan közzétett egy listát Oprescu 100 be nem tartott választási ígéretéről.

### Magánélete
Egy LIFE.ro-nak adott interjúban Nicușor Dan a következőt mondta: „Amikor nagyon kicsi voltam, azt hallottam, hogy orvosnak kell lennem, ha pénzt akarok keresni, ezért magamévá tettem azt az álmot, hogy orvos legyek. Aztán nagyon jó lettem matematikából, és a kommunizmus idején arról álmodoztam, hogy egy matematikai intézet vezetője leszek, de valójában filozófiát és irodalmat akartam olvasni. Később matematikus lettem, aztán aktivista, és most politikus vagyok.”
Nicușor Dan egy albérletben él a barátnőjével. 2016 májusában, a bukaresti főpolgármester-választás során Nicușor Dan egy kislány, majd 2022 májusában egy kisfiú apja lett. Élettársa bekapcsolódott Dan aktivista küzdelmeibe, a civil szervezet munkatársa lett, gyűlésekre járt, az USR alapító elnöke volt, végül úgy döntött, hogy nem hallatja a hangját nyilvános politikai vitákban, és a háttérben meghúzódva marad.

## Politikai nézetei

### LMBT-jogok
2000-ben a konzervatív Dilema veche hetilapban megjelent cikkben Dan elutasította a „homoszexuális viselkedést Románia nyilvános tereiben”. Ezt „a hagyományos értékek elleni támadásnak” tekintette, és így az ő „jogos kollektív identitása” elleni támadásnak. Dan többször is elhatárolódott korábbi kijelentéseitől, azt állítva, hogy nem homofób, és az elmúlt években megváltozott a véleménye a kérdésről.

### Állítólagos Securitate-együttműködés
2024 májusában, az önkormányzati választások előtt egy állítólagos, 1988 júliusából származó Securitate-dokumentum került elő, amely Dan Ceaușescu-rezsim titkosrendőrségével való együttműködését részletezte. A dokumentum olyan állítólagos információkat tartalmazott, amelyeket Dan a középiskolai társairól adott, akik az 1987-es és 1988-as Nemzetközi Matematikai Diákolimpiákon vettek részt.
Dan hiteltelennek nevezte a dokumentumot, mondván, hogy minimális kapcsolata volt az akkori idők hatóságaival. A Szociáldemokrata Párt (Partidul Social Democrat – PSD) vezetője, Marcel Ciolacu miniszterelnök szintén megkérdőjelezte a dokumentum valódiságát. A Securitate levéltárának tanulmányozására létrehozott tanács (CNSAS) hamisítványnak tartotta, mivel helytelen dátumok és nem jellemző kifejezések szerepeltek benne, illetve az íráskép nem felelt meg a Securitate által használt írógépekének.

## Politikai pályája

### Bukaresti főpolgármester-jelöltsége 2012-ben

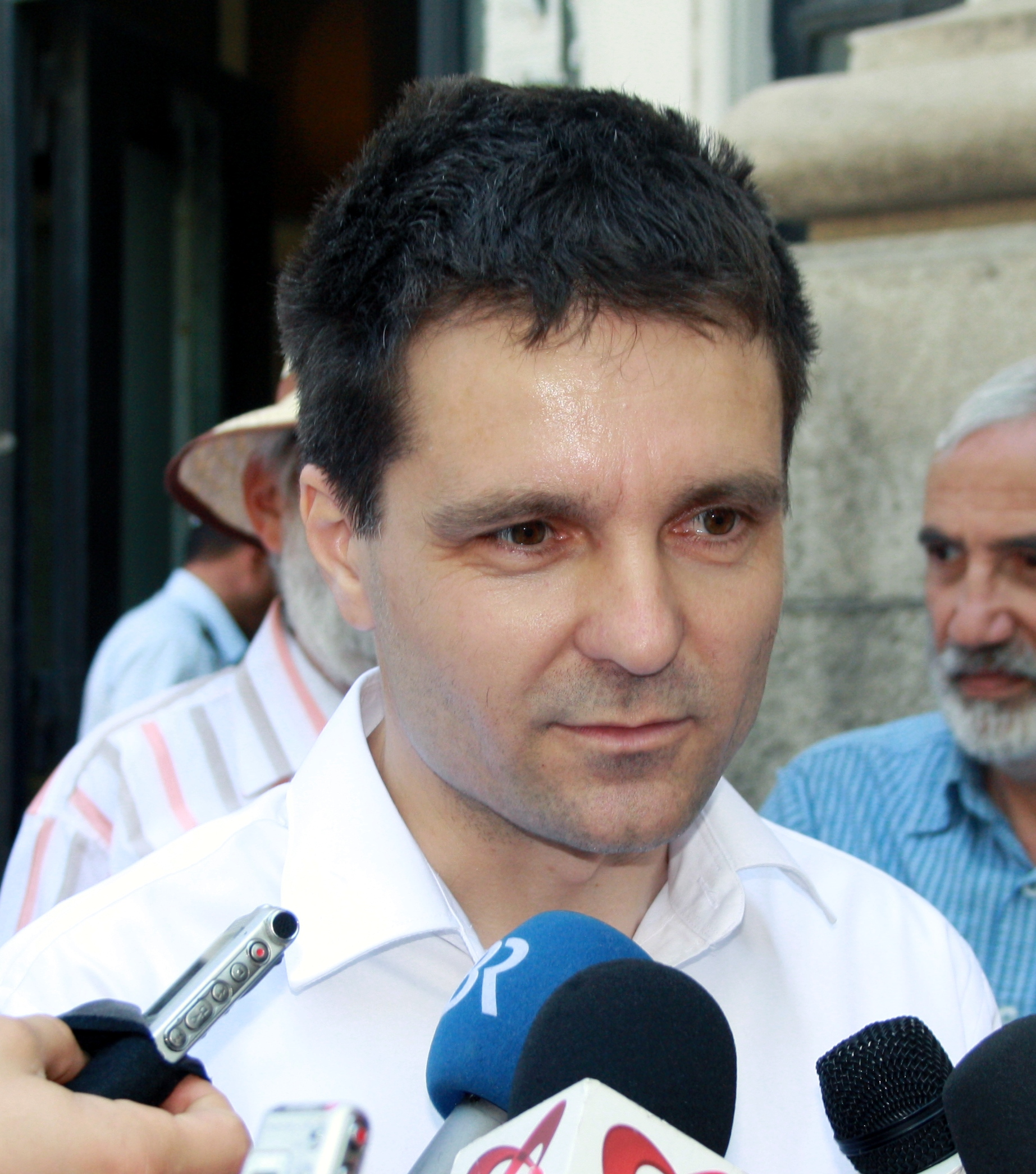
Nicușor Dan interjút ad a 2012-es bukaresti főpolgármester-választási kampány során

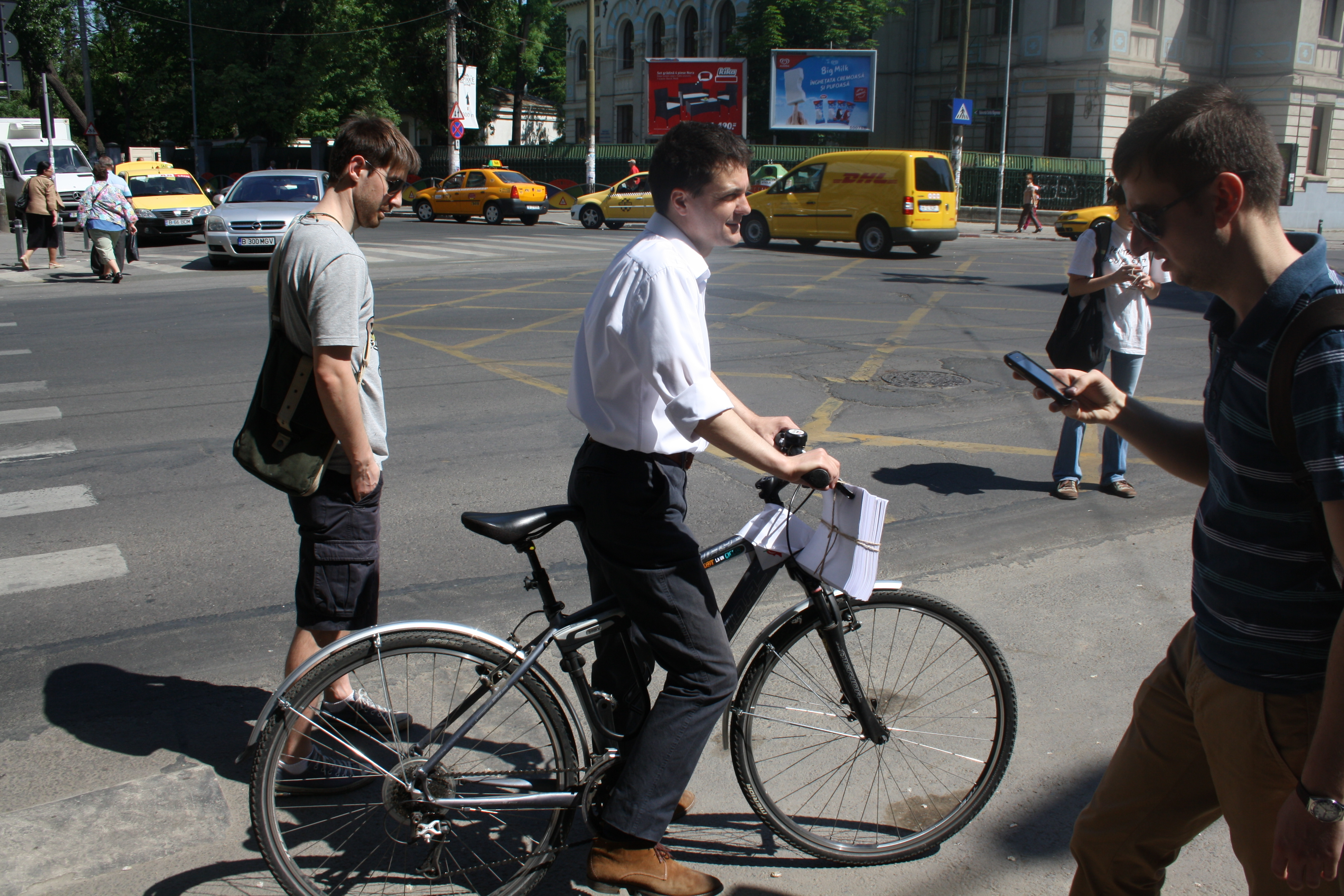
Nicușor Dan biciklin a 2012-es bukaresti főpolgármester-választási kampány során

Nicușor Dan 2011 novemberében, egy Arthur Verona utcai kávézóban jelentette be függetlenként indulását Bukarest főpolgármesteri posztjáért, mindössze néhány vendég, köztük Theodor Paleologu történész és parlamenti képviselő jelenlétében.

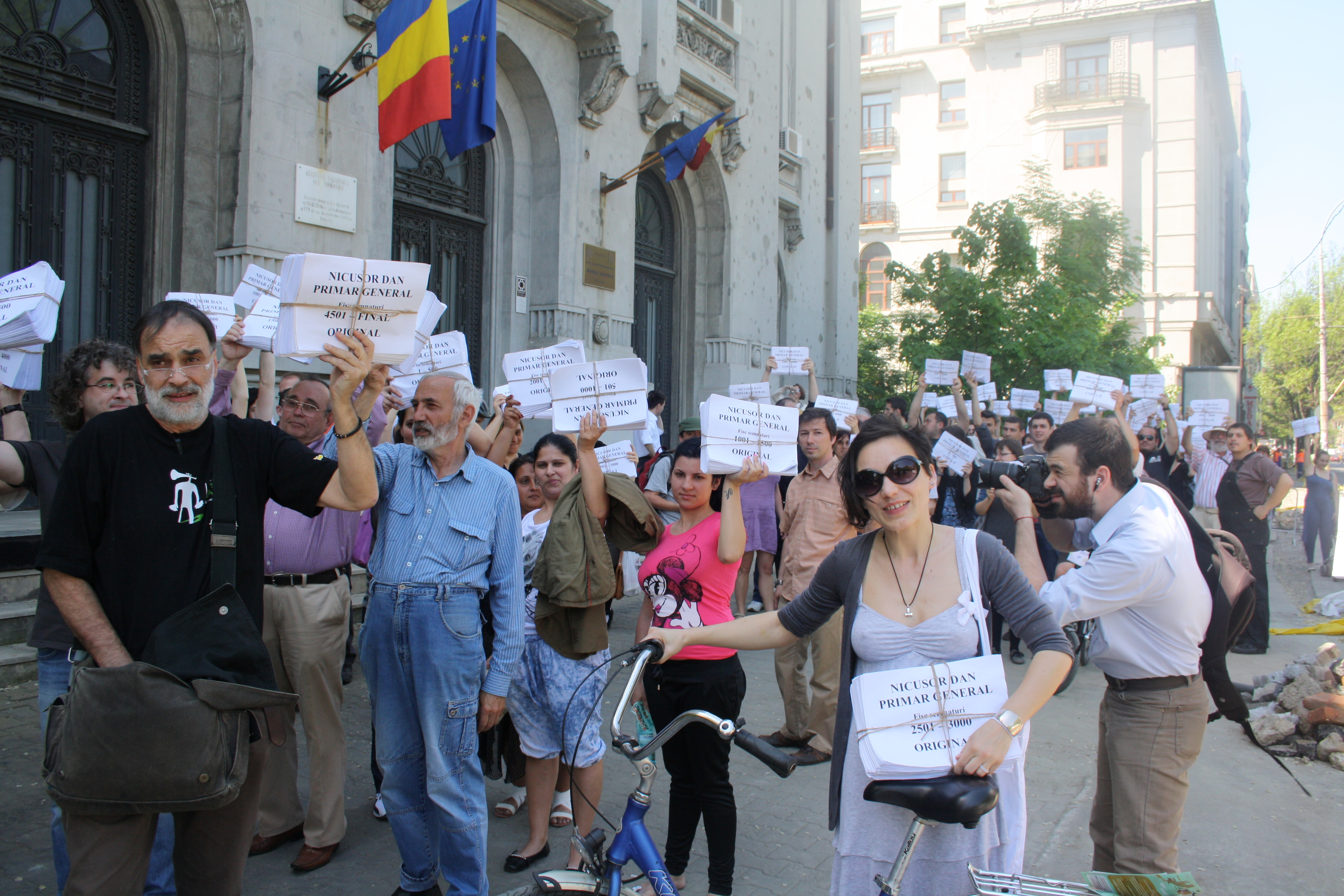
Nicușor Dan kampányának önkéntesei aláírásokat visznek a választási irodába.

Ahhoz, hogy összegyűjtse a jelöltségéhez szükséges 36 000 aláírást – pártok támogatása nélkül –, egy a Facebookon keresztül szervezett önkéntesekből álló hálózatra támaszkodott. Április 22-én 15 zenekar és zenész lépett fel pro bono a Román Arénában, hogy segítsenek Nicușor Dannak aláírásokat gyűjteni.
A 12 órás koncert alatt az önkéntesek 4000 aláírást gyűjtöttek össze. A bukaresti főpolgármesteri posztért való indulás mellett Nicușor Dan a Fővárosi Tanácsba is jelölt volt, arra az esetre, ha nem választják meg főpolgármesternek, de megemlítette, hogy a főpolgármesteri posztra összpontosít.

#### Politikai programja
Nicușor Dan fontosnak tartja, hogy a fiatalok ne akarjanak elhagyni a várost, ehhez pedig olyan városra van szükségünk, ahol öröm élni és az utcákon sétálni. Gazdasági szempontból Nicușor Dan szerint arra kell összpontosítani, hogy a város „regionális központ legyen az informatikában és a kreatív iparágakban, jelentős regionális központ a felsőoktatásban”, és hogy befektetőket és képzett fiatalokat vonzzon az egész régióból.
A Nicușor Dan által javasolt projektek között szerepel a Román Vasutak (Căile Ferate Române – CFR) meglévő infrastruktúráján könnyűmetróvonalak létrehozása, a közösségi közlekedés előnyben részesítése, a földrengések hatásainak megelőzésére irányuló terv, a kóbor kutyák sürgős összegyűjtése az utcákról, a zöldterületek védelme és az illegális építkezések felszámolása a parkokban.
A közlekedés tekintetében Nicușor Dan fontosnak tartja a Bukarest körüli körgyűrű befejezését, buszsávok kialakítását, az intelligens közlekedési lámpákat, a megállókban kihelyezett buszmenetrendeket, a kerékpárosok számára kialakított létesítményeket, valamint a metróvonalak hosszának megháromszorozását a város meglévő infrastruktúrájának kihasználásával.
A Gândul által szervezett vitában Nicușor Dan azt mondta, hogy újra kell gondolni a bukaresti autóforgalmat, mert egy nagyvárosban lehetetlen, hogy mindenki autóval közlekedjen, és 1,5 millió parkolóhely legyen, ezért ösztönözni kell a közösségi közlekedést. Ugyanakkor úgy becsülte, hogy 2021 végére új parkolási szabályozást vezet be, amely megváltoztatná Bukarestben a jogosulatlan helyen parkoló autók teljes menetét.
Nicușor Dan a Zöld Bukarest támogatója, amelynek célja a város zöldterületeinek növelése. Ezt illegális parképítmények lebontásával, a visszavett parkok egyes részeinek visszavásárlásával, valamint a város északi részén található tavak körüli területek (beleértve a Morii-tavat is) rekreációs területté alakításával kívánják elérni.
Dan a döntések, pályázatok, kiadások és a városháza alkalmazottainak felvétele terén a nagyobb átláthatóságot is támogatja: minden pályázatot jó előre közzé kell tenni a városháza honlapján, amely weboldalnak tartalmaznia kell az összes folyamatban lévő szerződést, az összes önkormányzati ingatlant és a városháza által kifizetett összes számlát is. A döntéshozatal átláthatóságát illetően Dan egy online rendszer létrehozását támogatja, amely nyomon követi a petíciók megoldását és a nagyobb döntések nyilvános megvitatását. A városházán a pozíciókat szintén pályázat útján töltik be, így próbálva odacsábítani a külföldi egyetemeken végzett fiatalokat.

#### Támogatás és vélemények a jelöltségéről
Nicușor Dant támogatja Andrei Pleșu, aki szerint ő az egyetlen jelölt, aki „törődik a város megjelenésével”, és hogy kezdeményezései „nem utópisztiákon alapulnak”. valamint Cristian Preda politológus és európai parlamenti képviselő, akinek a Demokrata Liberális Pártból (Partidul Democrat Liberal – PDL) való kizárását javasolták Silviu Prigoană támogatása és kritikája miatt, de a pártvezetés később visszavonta a javaslatot.
Andrei Pippidi középkortörténész a Dilema Veche című folyóiratban sajnálkozik a bukaresti városrendezés helyzetén, arra hivatkozva, hogy az Általános Városrendezési Tervet az elmúlt 6 évben háromezerszer módosították, hogy egyedi kivételeket illesszenek be az általános építési szabályok alól. Pippidi meggyőződése, hogy Bukarest pótolhatatlan részeit csak Nicușor Dan mentheti meg, aki rendelkezik azzal a kitartással, amellyel mindig megvalósítja a kezdeményezéseket. A Dilemma Vechi egy másik publicistája, Cristian Ghinea politológus is személyes támogatásáról biztosította Nicușor Dant. mind a Román Európai Politikák Központjának (CRPE) elnökeként.
Dan néhány újságírótól is támogatást kapott, jelöltségéről több újságban is megjelentek vezércikkek: Andrei Crăciun, az Adevărul napilap újságírója úgy véli, hogy Nicușor Dan lehetne „az első polgármester, akivel Bukarest nem jönne zavarba”, mivel ő egy „Don Quijote, akit „nem érint a szabad vagyon vulgáris átka”, és „egy olyan ember, aki szisztematikusan a rendszer ellen cselekszik”. Florin Negruțiu, a Gândul főszerkesztője úgy fogalmazott, hogy Nicușor Dan „teljesen atipikus karakter a bukaresti választási palettán”, értelmiségi jelöltként, de szerinte esélytelen, mert szerinte „túl komoly egy könnyed közönség számára”. 
Neculai Constantin Munteanu, a Szabad Európa Rádió munkatársa azt írja, hogy azért támogatja Dant, mert „önzetlenül bebizonyította, hogy törődik Bukaresttel”, és mert ellenfelei „híres képernyős humoristák gyűjteménye, élükön Sorin Oprescuval, Silviu Prigoanăval, Irinel Columbeanuval és Gigi Becalival, akikben nem tudod, mit csodálj először: a szélhámost, a gúnyt vagy az alkalmatlanságot”.
Ion Vianu a 22 magazinban azt írja, hogy Nicușor Dan programja teljesen ellentétes a „felfüggesztett autópálya” projekttel. „Oprescu szerint a város közösségként, nem csupán »átjáróhelyként« és a magány helyeként jelenik meg.” Vianu azt is megjegyzi, hogy a románok elvesztették a bizalmukat azokban az intézményekben és politikai pártokban, amelyeket nem érdekel a közjó, ugyanakkor a köztudat felébredése tapasztalható, így a polgári kezdeményezéseknek és a közvélemény mozgósításának egyre nagyobb szerepük van, ami azt jelenti, hogy „az olyan kezdeményezések, mint Nicușor Dané, egyre több támogatást fognak szerezni, és esélyük lesz megváltoztatni a társadalmunkat”.

#### Választási eredmények
Annak ellenére, hogy nem kapott támogatást a politikai pártoktól, Nicușor Dan a szavazatok 8,48%-át szerezte meg, noha a közvélemény-kutatások csak 3 százalékot jósoltak neki, így a negyedik helyen végzett a független Sorin Oprescu – akit azonban a Szociálliberális Unió (USL) támogatott –, Silviu Prigoană [a Demokrata Liberális Párt (Partidul Democrat Liberal – PDL) jelöltje] és Vasile-Horia Mocanu [a Dan Diaconescu Néppártja (Partidul Poporului – Dan Diaconescu – PP-DD) jelöltje] mögött. Nicușor Dan nem kapta meg a jogot a CGMB-be (városi általános tanács) való belépésre, mert "a jelenlegi rendszer szinte lehetetlenné teszi egy független jelölt számára a CGMB-be való bejutást, tekintve, hogy egy ilyen pozícióban lévő jelöltnek háromszor annyi szavazatot kell szereznie, mint amennyit egy párt által támogatott tanácsosonként meg kell szerezni". Egy 2012 júniusi interjúban Nicușor Dan kijelentette, hogy akkoriban nem állt szándékában pártot alapítani, hozzátéve, hogy "a Bukarestért folytatott harc csak most kezdődik, ebben a pillanatban".

### A Mentsétek meg Bukarestet Szövetség (USB) és a Mentsétek meg Romániát Szövetség (USR)
2015. június 1-jén Nicușor Dan bejelentette az Mentsétek meg Bukarestet (USB) politikai platform elindítását. A sajtótájékoztatón Nicușor Dan kijelentette: „Folytatni fogjuk a harcot a bukaresti közigazgatással, mindig beszélni fogunk a közpénzek rendellenes elköltéséről, az illegalitásról, beszélni fogunk az élet kényelméről vagy annak hiányáról, és ezzel egyidejűleg előállunk a bukaresti jövőképünkkel és projektünkkel. Nem vagyunk ideológiailag behatároltak. Amit tenni akarunk, az nagyon egyszerű: vannak problémák, és meg akarjuk oldani őket! Ennek a városnak nincs jövőképe. Azért jöttünk, hogy ajánljunk neki!”
Az USB deklarált célja a 2016. június 5-ei bukaresti helyhatósági választás megnyerése volt. Az USB a leadott szavazatok több mint 25%-át szerezte meg, de a 6 kerületi polgármesteri és a főpolgármesteri pozíció közül egyet sem sikerült megnyernie, annak ellenére, hogy Clotilde Armand az 1. kerületbeli polgármester-választáson elért eredménye alapján a közvélemény-kutatások kezdetben őt mutatták győztesnek.
2016 augusztusától az USB tevékenysége országosan bővült új név alatt, a Mentsétek meg Romániát Szövetség (USR). Dan a bukaresti választókerületben indult ennek a pártnak a listáin. Mivel pártja a szavazatok mintegy 9%-át szerezte meg, Nicușor Dant képviselővé választották.
2017-ben a hagyományos családi értékek előmozdításáért kampányoló Családkoalíció érdekvédelmi csoportnak sikerült összegyűjtenie a szükséges számú aláírást egy népszavazás megszervezéséhez a román alkotmány házassággal foglalkozó részének megváltoztatásáról, azzal a reménnyel, hogy azt férfi és nő közötti házasságként fogják újradefiniálni. Ez szakadást okozott az USR-en belül a progresszív szárny – amely azt akarta, hogy az USR legyen az egyetlen progresszív parlamenti párt, amely ellenzi a kezdeményezést – és Nicușor Dan között –, aki úgy vélte, hogy az USR-nek nem szabadna beleavatkoznia a vitába, hogy a párt célja az ország nagy strukturális problémáinak kezelése, és hogy az USR-nek nyitottnak kell maradnia mindkettő számára: a progresszívek és a konzervatívok számára. Ezt követően a párton belüli belső népszavazáson a tagok 52,7%-a szavazott a párt alkotmányos kezdeményezéssel szembeni álláspontjára, ami Dan 2017. június 1-jei kilépéséhez vezetett a pártból.
A Nemzeti Tanács szavazásával szembeni ellenállásának magyarázataként azt mondta, hogy a vallási kérdések és kérdések jelentik a veszélyeket, ha eltérnek a párt fő kérdésétől, nevezetesen a korrupció elleni küzdelemtől, és az is, hogy nem hajlandó egy olyan párthoz tartozni, amely csak a polgári szabadságjogok pártjaként definiálja magát.

### Bukarest főpolgármester-jelöltsége 2020-ban és 2024-ben
Nicușor Dan 2020-ban bejelentette, hogy független jelöltként indul Bukarest főpolgármesteri posztjáért, akkor az USR-PLUS Szövetség és a Nemzeti Liberális Párt (PNL) támogatását egyaránt élvezve. A 2020-as helyhatósági választáson a szavazatok 42,8%-ával választották meg Bukarest főpolgármesterévé, megelőzve az addigi főpolgármestert, a Szociáldemokrata Párt (Partidul Social Democrat – PSD) képviselőjét, Gabriela Fireát.
A 2024-es helyhatósági választáson Nicușor Dan független politikusként második ciklusára indult főpolgármesterként az Egyesült Jobboldali Szövetség (ADU) támogatásával, amelyet a Mentsétek meg Romániát Szövetség (USR), a Népi Mozgalom Párt (PMP) és a Jobboldali Erő (FD) alkotott, de a korábban 2022-ben az USR-ből kivált Megújítjuk Románia Európai Projektjét (REPER) párt további támogatásával is. 48,3%-os eredménnyel (352 734 szavazattal) nyert.

### Indulása a 2025-ös elnökválasztáson

Nicușor Dan egy elnöki vitán George Simionnal, 2025. május 8-án

2024 decemberében számos számos civil személyiség arra kérte fel Nicușor Dant, hogy induljon a 2025-ös romániai elnökválasztáson. December 16-án hivatalosan is bejelentette, hogy függetlenként indul a 2025-ös romániai elnökválasztáson, amely döntés egy közvélemény-kutatást követően született meg. December 18-án megkapta a DREPT párt támogatását, 2025. január 31-én pedig a PNȚMM párt támogatását, február 1-jén pedig a Népi Mozgalom Pártja kinyilvánította támogatását a jelöltsége mellett. Nicușor Dan 2025. március 7-én benyújtotta jelöltségét az elnökválasztásra a Központi Választási Irodához. A jelölést ezután mind a BEC, mind az Alkotmánybíróság jóváhagyta.
Nicușor Dan 3 problémát azonosít, amelyekkel Románia szembesülne, és amelyekben az elnök szerepe fontos: a korrupció és az intézmények működése (az állam egész területei minden szinten érdekcsoportok kezében vannak), a koordinált irányítás hiánya Románia szintjén (ellentmondásos stratégiák vannak), valamint a társadalom ellentétes társadalmi-kulturális kategóriákra való felosztása. Véleménye szerint Románia elnökének e problémák megoldása érdekében „el kellene sajátítania az adminisztratív mechanizmusokat, képesnek kellene lennie politikai megállapodások megtárgyalására és nagyon jól értenie kellene a jogi mechanizmusokat”. Emellett meg kell határoznia a kompetenciákat az állami és a magánszektorban, a szakmai területeken és a diaszpórában, hogy közösen javasolhassák a legmegfelelőbb közpolitikákat, de helyre kell állítania a párbeszédet a Románián belüli társadalmi-kulturális csoportok között, hangot adva az őket egyesítő értékeknek, és felhívva a figyelmet a párbeszédet akadályozó túlzásokra.
Az elnökválasztás első fordulójában a 2. helyen végzett, 20,99%-os eredménnyel, bejutva ezzel az elnökválasztás május 18-án megrendezésre került, sorsdöntő második fordulójába, amelyen ellenfele a magyarellenes, soviniszta George Simion volt. A május 18-án megtartott második fordulóban Nicușor Dan sikeresen fordított, a szavazatok 53,60%-ával megnyerte az elnökválasztást.

### Románia elnökeként
Miután megválasztották több mint egy hónapot töltött el a kormány program megalkotásával és a miniszterelnök, Ilie Bolojan kinevezésével.

## Fordítás
- Ez a szócikk részben vagy egészben  a   Nicușor Dan című román Wikipédia-szócikk ezen változatának fordításán alapul.  Az eredeti cikk szerkesztőit annak laptörténete sorolja fel. Ez a jelzés csupán a megfogalmazás eredetét és a szerzői jogokat jelzi, nem szolgál a cikkben szereplő információk forrásmegjelöléseként.